# Lego Marvel Super Heroes
Lego Marvel Super Heroes é um jogo de ação e aventura desenvolvido pela TT Games e publicado pela Warner Bros. Interactive Entertainment. Inicialmente lançado para as plataformas Microsoft Windows, PlayStation 3, Xbox 360, Wii U, PlayStation 4 e Xbox One contem jogabilidade similar a outros jogos  LEGO como Lego Star Wars: The Complete Saga e Lego Batman 2: DC Super Heroes, alternando entre várias sequencias de ação/aventura e a resolução de quebra-cabeças.
O jogo foi lançado como Lego Marvel Super Heroes: Universe in Peril para os portáteis Nintendo DS, Nintendo 3DS e PlayStation Vita.
Umas das surpresas do jogo foi ter Clark Gregg representando seu papel no universo de cinema da Marvel como o Agente Coulson e Stan Lee tendo o seu próprio personagem que inclusive é dublado por ele mesmo.
A principal inovação deste jogo é uma versão LEGO de Nova Iorque com todas as construções já conhecidas do universo Marvel, além disso foi criada um versão LEGO de Asgard.

## Jogabilidade
Como em outros jogos LEGO a jogabilidade varia entre momentos de luta e momentos de resolução de quebra-cabeças em que o jogador tem que usar habilidades especiais de cada um dos personagens. Neste jogo o jogador poderá controlar mais de 150 personagens do universo Marvel, cada um com suas habilidades especiais, com por exemplo, o Homem-Aranha se balançar em suas teias e usar o seu sentido-aranha, o Hulk que é um personagem maior que os outros pode carregar objetos mais largos além de se transformar em Bruce Banner para acessar computadores. Galactus foi escolhido como o principal antagonista do jogo.

## Os Personagens

### Personagens desbloqueados durante o modo História
Ao todo são mais de 130 personagens, os listados abaixo, eles aparecem no modo História, e já aparece como desbloqueável sem pagar com as moedas LEGO adquiridas no jogo.
- Homem de Ferro
- Hulk
- Homem-Aranha
- Capitão América
- Sr. Fantástico
- Gavião Arqueiro
- Viúva Negra
- Wolverine
- Tocha Humana
- Thor
- Ciclope
- Jean Grey
- Tempestade
- Homem de Gelo
- Fera
- Mulher Invisível
- Coisa
- Nick Fury
- Doutor Octopus
- Venom
- Duende Verde
- Dr. Destino
- Galactus

### Outros personagens
Personagens para desbloquear com moedas LEGO, ou nas missões secundárias encontradas no Jogo Livre: Agent Coulson, Maria Hill, Loki, Magneto, Deadpool, Máquina de Combate, Surfista Prateado, Homem Formiga, Professor X, Demolidor, Abominável, Motoqueiro Fantasma, Justiceiro, Blade, Doutor Estranho, Gambit, Miss Marvel, Emma Frost, Raio Negro, Stan Lee, Pantera Negra, Caveira Vermelha, Dentes de Sabre, Samurai de Prata, Fanático, Rei do Crime, Elektra, Cavaleiro da Lua, todos os Guardiões da Galáxia, entre outros, além de versões alternativas, como o Capitão América clássico, as armaduras do Homem de Ferro, e a forma Fênix de Jean Grey, por exemplo. Tem missões que desbloqueiam personagens, como Star-Lord, Deadpool e Wizard.
Nota: Deadpool é com certeza o personagem mais difícil de se adquirir no jogo, já que requer que o jogador complete todas as missões do personagem, adquirir todos os blocos vermelhos escondidos nas fases e comprá-los. Somente assim ele se torna jogável.